# Селівановський район
Селівановський район (рос. Селивановский район) — адміністративна одиниця Росії, Владимирська область. До складу району входять 1 міське та 4 сільських поселень. Серед 90 населених пунктів 1 смт та 89 сільських населених пунктів.
Адміністративний центр — смт Красна Горбатка.

## Історія
13 травня 2005 року відповідно до Закону Владимирської області № 59-ОЗ район наділений статусом муніципального району, у складі якого утворені 1 міське та 4 сільських поселень.

## Населення
| 1929    | 1939    | 1959    | 1970    | 1979    | 1989    | 2002    |
| ------- | ------- | ------- | ------- | ------- | ------- | ------- |
| 51 186  | ↘44 310 | ↘36 819 | ↘30 332 | ↘26 366 | ↘24 767 | ↘21 330 |
| 2009    | 2010    | 2011    | 2012    | 2013    | 2014    | 2015    |
| ↘19 105 | ↘18 610 | ↘18 536 | ↘18 439 | ↘18 422 | ↗18 610 | ↘18 375 |
| 2016    | 2017    | 2018    |         |         |         |         |
| ↘18 167 | ↘17 992 | ↘17 734 |         |         |         |         |